# 3073 Kursk
3073 Kursk este un asteroid din centura principală, descoperit pe 24 septembrie 1979 de Nikolai Cernîh.